# Cyphophthalmus minutus
Cyphophthalmus minutus is een hooiwagen uit de familie Sironidae.De originele naamcombinatie (protoniem) was Siro minutus Kratochvíl, 1938.